# チャンチグッス
チャンチグッス（朝鮮語: 잔치국수、ローマ字表記: Janchi-guksu）は、大韓民国の麺料理である。小麦粉で作った麺を、カタクチイワシやマコンブで取ったスープに入れて作る。カタクチイワシの代わりに牛出汁を使うこともある。ごま油、醤油に少量のチリパウダーやネギを混ぜたたれを添える。錦糸卵、韓国海苔、ズッキーニを付け合わせとして上に乗せる。付け合わせとして様々な野菜やキムチを用いることもある。チャンチは朝鮮語で「祭」を意味し、この料理が結婚式や還暦の祝いの際に作られたことを表している。日本語ではにゅうめん、英語ではbanquet noodleとも言う。

## 歴史
この料理が結婚式や誕生日、還暦祝いのパーティを祝うために韓国中で食べられていたため、料理名は、韓国語で「祭」や「宴会」するjanchi という言葉と、麺を意味するguksuを組み合わせたものである。麺は、寿命や婚姻が長く続くようにとの願いが込められている。
guksuは、高麗時代に遡る記録がある。『東國李相國全集』6巻には、詩の1行の中に麺に関する記載がある。宋からの使節が書いた『高麗圖經』には、高麗では小麦が珍しく、高価であったため、特別な機会にguksuが食べられたとの記載がある。麺の最も一般的な材料は、ソバやデンプンであった。

## その他
- 韓国では、麺は伝統的に結婚式で食べられることから、「いつguksuを食べさせてくれるの?」という表現は「いつ結婚するのか?」を意味する表現であり、「guksuを食べる日」は結婚式の日を意味する[6]。
- 朴槿恵韓国大統領弾劾訴追の後、多くの韓国人がフライドチキンとチャンチグッスを食べ、韓国のTwitterでトレンド入りした[7][8]。